# شرکت خوشه‌ای
شرکت خوشه‌ای یا کنگلومرا (به انگلیسی: Conglomerate company) به ترکیبی از دو یا چند شرکت درگیر در کسب و کار کاملاً متفاوت می‌گویند، که تحت یک ساختار سازمانی، معمولاً مربوط به شرکت مادر و چند (یا بسیاری) شعبه دیگر، فعالیت می‌کنند.
کنگلومرا اغلب، یک شرکت چند صنعتی است، که دارای تشکیلات بزرگ و چند ملیتی می‌باشد.
کنگلومرا در دهه ۱۹۶۰ میلادی، در ژاپن و بعدها در کره جنوبی معروف شد.